# Геувенбрюг
Геувенбрюг (нід. Geeuwenbrug) — село в нідерландській провінції Дренте. Входить до муніципалітету Вестервелд.
Його площа становить 9,06 км², а населення станом на 2021 рік складало 460 осіб.
Перша згадка про населений пункт датується 1617 роком.